# San Gregorio Matese
San Gregorio Matese er en kommune i den italienske provins Caserta i Campania. Buen har 872(2023) indbyggere. 